# ヨシプ・チョンドリッチ
ヨシプ・チョンドリッチ（Josip Čondrić, 1993年8月27日 - ）は、クロアチア・ザグレブ出身のサッカー選手。FCロートル・ヴォルゴグラード所属。ポジションはGK。

## 経歴
2018年7月23日、NKイストラ1961に移籍した。
2020年8月28日、FCロートル・ヴォルゴグラードに移籍した。